# Lampedusa imitatrix
Espèce
Statut de conservation UICN

 EN B1ab(iii,v)+2ab(iii,v) : En danger
Lampedusa imitatrix est un petit gastéropode terrestre, endémique de l'archipel maltais.

## Synonymes
- Clausilia imitatrix
- Lampedusa imitratix (orthographe fautive, parfois rencontrée]

## Taxonomie
Le mollusque est initialement décrit et nommé Clausilia imitatrix en 1879 par Oskar Boettger. Son genre va ensuite être renommé en Lampedusa. L'espèce a parfois été confondue avec Lampedusa melitensis (un autre gastéropode endémique maltais) mais une récente étude morphologique et génétique a clairement permis de séparer ces deux espèces endémiques de l'archipel maltais,
La population vivant sur l'ilot de Filfola est considérée soit comme une sous-espèce, soit une espèce à part entière. L'étude génétique citée plus haut n'a pas étudié cette population. En fonction de sa position taxonomique , elle pourrait prendre le nom de Lampedusa gattoi ou Lampedusa imitatrix gattoi,.

## Description
La coquille est de couleur crème claire, finement nervurée. On compte entre 8 et 10 tours. La marge de l'ouverture est détachée et fait légèrement saillie. La columelle est bien visible, sans suture, souvent visible en vue perpendiculaire. Comme les autres Clausilioidea, l'espèce n'a pas d'opercule mais une lame mobile, le clausilium, qui en tient lieu.
Sa taille est de 13 à 19 mm de long pour 3,2 à 4,3 mm de large.
Lampedusa imitatrix diffère de Muticaria macrostoma par une sous-columelle plus fine. Quant à Lampedusa melitensis, il a une columelle moins grande, pas de basalis et un clausilium plus petit.

## Biologie
Ce mollusque vit à Malte sur les rochers calcaires, souvent dans des crevasses et à la base des herbes qui poussent dans des poches peu profondes du sol et sur les rochers. Sur Filfla on le trouve sous les pierres ou dans des amas de roche.

## Distribution géographique et population

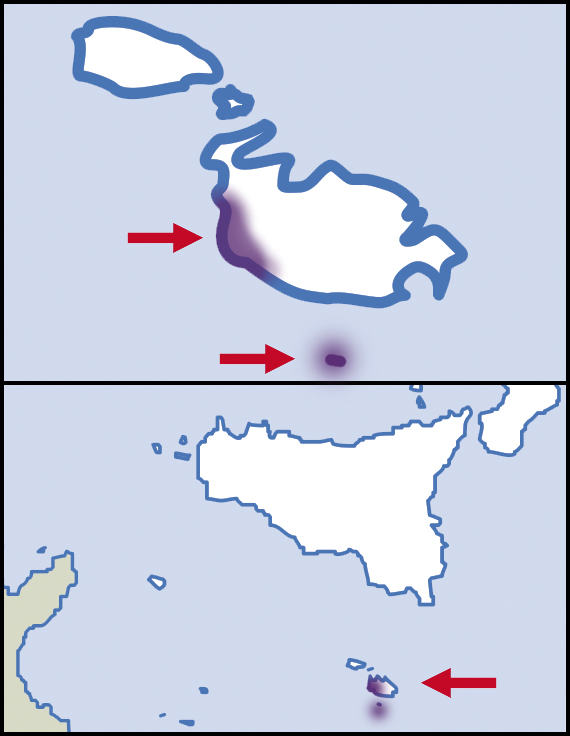
aire de répartition de Lampedusa imitatrix

L'espèce se rencontre dans une zone de 16 km² environ dans l'ouest de l'île de Malte, au niveau des formations karstiques bordant les falaises côtières ou au sommet des collines intérieures.
Sur Filfla, les enquêtes effectuées dans les années 1990 n'ont retrouvé des individus que sur une superficie de 10 m² vers le centre de l'îlot.
La population sur Filfla était autrefois nombreuse mais désormais très réduite. À Malte également, la population est en déclin.

## Menaces
Une partie des zones d’habitat a été recouverte de terre en vue de réformer les sols pour l'agriculture, ce qui a participé au déclin de la population. La survie de l'espèce est considéré comme menacée par l'IUCN.

## Action de préservation
L'espèce est protégée, mais aucune enquête récente sur l'état de la population n'a été réalisée.